# Keprabon (Banjarsari)
Keprabon is een bestuurslaag in het regentschap Surakarta van de provincie Midden-Java, Indonesië. Keprabon telt 2695 inwoners (volkstelling 2010).